# مصطفى أحمد الخميني
السيد مصطفى الموسوي الخميني (1240، خمين - 12 بهمن 1281، طريق خمين إلى أراك)، هو ابن السيد أحمد موسوي ووالد السيد روح الله الخميني، مرتضى باسانديديه الخميني، نور الله الهندي.

## الحياة والتعليم
وُلد السيد مصطفى الموسوي في 10 بهمن 1240 هـ الموافق 29 رجب 1278 هـ (1862 م) في خمين. وبعد وفاة السيد أحمد لم يبق إلا السيد مصطفى وابنته صاحبة. تعلم سيد مصطفى الأساسيات في خمين من ميرزا أحمد الخوانساري. وكان ميرزا أحمد الخوانساري من نسل حيدر بن محمد الخوانساري مؤلف كتاب زبدة التصنيف. إن العلاقة الوثيقة بينهما دفعت السيد مصطفى إلى اختيار ابنة ميرزا أحمد الخوانساري زوجة له، وكانت تسمى حاجية خانم قبل الزواج، ثم أصبحت تسمى هاجر في بيت السيد مصطفى. ذهب السيد مصطفى الموسوي، الذي كان يُدعى "السيد موسوي" أو "أسيد مصطفى" أو "أسيد هندي" في خمين، إلى أصفهان بعد زواجه بفترة وجيزة لمواصلة تعليمه.

## الاغتيال
تم التعرف على المهاجمين بسرعة. وكان اسم القاتل جعفر قولي خان، وهو ابن عم بهرام خان، أحد حكام المنطقة الأثرياء. وفقًا للسيد مرتضى باسنديده في مذكراته، أطلق جعفر قلي خان النار على السيد مصطفى في قلبه باستخدام بندقية أحد رفاق السيد مصطفى، المدعو كربلاء ميرزا آغا. لا يوجد بيان دقيق وموثوق به حول سبب القتل. وبحسب تقرير نُشر بعد انتصار الثورة الإسلامية، فقد أثار السيد مصطفى غضب الحكام الإقليميين في ذلك الوقت بسبب احتجاجاته ضد القمع والطغيان الذي كان يمارس على رعيته. بالطبع هناك سبب آخر وهو أن السيد مصطفى نفسه كان يعتبر مزارعًا بسيطًا يعيش حياة متوسطة بالإضافة إلى قيامه بالشؤون الدينية لأهل المنطقة، ولذلك تم اغتياله في ذلك الوقت نتيجة خلاف على جدولة ري الحقول كما كان شائعًا في تلك الأوقات. هناك رواية ثالثة مفادها أن السيد مصطفى بصفته قاضيًا لخمين أصدر حكمًا على شخص أفطر علنًا في شهر رمضان، فقامت عائلة المحكوم عليه بقتله انتقامًا له.
في ذي الحجة عام 1320 هـ (21 بهمن 1281 هـ)، حيث كان عمر روح الله الخميني خمسة عشر شهرًا، تعرض السيد مصطفى لهجوم وهو في طريقه من خمين إلى أراك، فأُصيب بعدة رصاصات في الكتف والخصر، ونُقل جثمانه إلى النجف ودُفن هناك. تشير بعض المصادر إلى أن عمره عند الوفاة كان 42 عامًا والبعض الآخر تُقدر عمره بـ47 عامًا.
[[پرونده:اعدام قاتل سید مصطفی در خمین.jpg|تصغير| إعدام قاتل السيد مصطفى في طهران]]
وبعد وفاته باءت مساعي شقيقته صاحبة في خمين لتنفيذ حكم القصاص على القاتل بالفشل، ونتيجة لذلك سافرت زوجته هاجر - والدة روح الله - إلى طهران ، مقر الحكومة آنذاك، للحصول على حكم القصاص على القاتل، برفقة عمها الحاج الشيخ فضل الله رجائي، وعباس علي أبركوايي، أحد الخدم.  وفي هذه الرحلة، رافقها أيضًا ابنا هاجر الأكبران - مرتضى ونور الدين - ووفقًا لإحدى الروايات، كان الطفل روح الله البالغ من العمر ستة أشهر أيضًا بين ذراعيها. وأخيراً، في ربيع الأول عام 1323، تم إعدام جعفر قلي خان، قاتل السيد مصطفى، علانية في طهران بأمر من عين الدولة، رئيس الوزراء في ذلك الوقت.

## الحواشي
1. ↑  "کارنامه نور (زندگینامه امام خمینی)". {{استشهاد ويب}}: الوسيط |مسار= غير موجود أو فارع (مساعدة)، تجاهل المحلل الوسيط |تاریخ بازدید= لأنه غير معروف (مساعدة)، تجاهل المحلل الوسيط |سال= لأنه غير معروف (مساعدة)، تجاهل المحلل الوسيط |نشانی= لأنه غير معروف (مساعدة)، وتجاهل المحلل الوسيط |نویسنده= لأنه غير معروف (مساعدة)
2. ↑  قالب:یادکرد کتاب
3. ↑  "سالروز شهادت سید مصطفی خمینی پدر حضرت امام(س)". {{استشهاد ويب}}: الوسيط |مسار= غير موجود أو فارع (مساعدة)، تجاهل المحلل الوسيط |بازبینی= لأنه غير معروف (مساعدة)، تجاهل المحلل الوسيط |نشانی= لأنه غير معروف (مساعدة)، وتجاهل المحلل الوسيط |وبگاه= لأنه غير معروف (مساعدة)
4. ↑  "Ayatollah Ruhollah Khomeini Biography". biography.com. {{استشهاد ويب}}: تحقق من التاريخ في: |archivedate= (مساعدة)، الوسيط |archiveurl= بحاجة لـ |مسار= (مساعدة)، الوسيط |مسار= غير موجود أو فارع (مساعدة)، تجاهل المحلل الوسيط |dead-url= لأنه غير معروف (مساعدة)، تجاهل المحلل الوسيط |تاریخ بازدید= لأنه غير معروف (مساعدة)، تجاهل المحلل الوسيط |زبان= لأنه غير معروف (مساعدة)، وتجاهل المحلل الوسيط |نشانی= لأنه غير معروف (مساعدة)
5. ↑  مصاحبهٔ حمید الگر با حاج سید احمد خمینی، فرزند خمینی، تهران، ۱۲ سپتامبر ۱۹۸۲
6. ↑  به شوق چشمه (کنکاشی در زندگی و نهضت امام خمینی)، مؤسسه قدر ولایت (۱۳۸۷)، ص ۱۵.
7. ↑  "A Biography of Ayatollah Khomeini". Islamic Thought. {{استشهاد ويب}}: تحقق من التاريخ في: |archivedate= (مساعدة)، الوسيط |archiveurl= بحاجة لـ |مسار= (مساعدة)، الوسيط |مسار= غير موجود أو فارع (مساعدة)، تجاهل المحلل الوسيط |dead-url= لأنه غير معروف (مساعدة)، تجاهل المحلل الوسيط |تاریخ بازدید= لأنه غير معروف (مساعدة)، تجاهل المحلل الوسيط |زبان= لأنه غير معروف (مساعدة)، وتجاهل المحلل الوسيط |نشانی= لأنه غير معروف (مساعدة)
8. ↑  "Biography of Imam Khomeini". Cultural Centre of the Islamic Republic of IRAN - Ottawa, Canada. {{استشهاد ويب}}: تحقق من التاريخ في: |archivedate= (مساعدة)، الوسيط |archiveurl= بحاجة لـ |مسار= (مساعدة)، الوسيط |مسار= غير موجود أو فارع (مساعدة)، تجاهل المحلل الوسيط |dead-url= لأنه غير معروف (مساعدة)، تجاهل المحلل الوسيط |تاریخ بازدید= لأنه غير معروف (مساعدة)، تجاهل المحلل الوسيط |زبان= لأنه غير معروف (مساعدة)، وتجاهل المحلل الوسيط |نشانی= لأنه غير معروف (مساعدة)